# Hydraecia
Genre
Hydraecia est un genre de lépidoptères (papillons) nocturnes de la famille des Noctuidae.

## Espèces rencontrées en Europe
- Hydraecia micacea (Esper, 1789) - Noctuelle de la pomme de terre
- Hydraecia mongoliensis Urbahn, 1967
- Hydraecia nordstroemi Horke, 1952
- Hydraecia osseola Staudinger, 1882
- Hydraecia petasitis Doubleday, 1847
- Hydraecia ultima Holst, 1965